# وقواق أرضي مرجاني المنقار
وقواق أرضي مرجاني المنقار (الاسم العلمي: Carpococcyx renauldi)،المعروف أيضًا باسم الوقواق الأرضي رينولد، هو نوع من الوقاويق الأرضية الكبية المنتمية إلى فصيلة الوقواقية. توجد في كمبوديا ولاوس وتايلاند وفيتنام. موطنها الطبيعي هو غابات الأراضي الوَهدَة الاستوائية الرطبة. يشير اسمها الإنجليزي إلى منقارها ذات اللون الأحمر المرجاني، والتي تميزها عن العضوين الآخرين من جنس العصعوص الرسغي.